# 慶安里 (臺南市)
慶安里位於臺灣臺南市西港區中部，是臺南市政府警察局佳里分局西港分駐所、戶政事務所等重要行政機關的所在地:597:115。里名來自境內的西港慶安宮:115。原本里內有西港仔街（西港仔）、檳榔林、下中洲、中洲仔等庄頭:595:42，但2018年1月29日里界調整後，中洲仔被改劃入竹林里的範圍。
在下中洲與檳榔林一帶設有陸軍無線電通信部隊:598。

## 沿革
該里在日治時期屬於西港庄大字西港與中洲，二次大戰後為西港村的一部分:597:115。民國77年（1988年）7月1日因人口增加，於是以中山路（台19線）為界，西邊分割出慶安村:597:115。2010年12月25日，因臺南縣市合併升格，改為慶安里。2018年1月29日，調整了與竹林里之間的里界。

## 聚落與地名
目前慶安里境內除了南邊的西港仔街外，主要的聚落有北邊的檳榔林及下中洲。下中洲在南46線與南43-1交會處東南一帶，根據臺灣堡圖等資料，原本應該名為「頂中洲」，頂是指北邊的意思:597:116。而相對的「下中洲」則是位於南邊的「中洲仔」:597:116。原本的「頂中洲」會改名成「下中洲」的原因，據謝武昌的說法是因為興南客運設站時，為了跟學甲的中洲站做區分，而將站牌寫作「下中洲」，於是之後就產生了嚴重誤解:597:116。另外黃文博《南瀛地名誌 【北門區卷】》 則懷疑下中洲地名由來可能是該地過去是蚶西港（今七股溪上游）溪中沙洲之聚落，溪北稱「頂中洲」，溪南稱「下中洲」。下中洲以陳、黃為大姓，此外也有從大塭寮（永樂里）遷來的張姓:116。該聚落據說過去相當繁榮，但後來因鼠疫而沒落:597:116。
而檳榔林在下中洲西側，也有將之視為下中洲一部份的看法:116。而在下中洲與檳榔林一帶，過去有個叫做「黃麻窟」的地方，據說是過去日治時期被強制種黃麻時用來洗黃麻的大水堀，但後來已填平:597。

## 宗教信仰
在慶安里南邊有著西港大廟慶安宮，旁邊有信和禪寺，而在禪寺對面有西港聖教會教堂:115。另外相傳過去「頂中洲」與「下中洲」合祀池府千歲，組有「十八支涼傘」參與姑媽宮請水活動（西港香前身）。但後來池府千歲被一樹仔腳人偷走自祀，藏在大櫃中。據說樹仔腳庄神康府千歲查知此事，因池府千歲法力高強原有意退讓，但居民不願意，於是康府千歲指點居民斷池府千歲雙腳以破其陰陽法術。事發後小偷大驚，連夜帶神像往北逃走，據說後來神像在嘉義池王廟內。